# Las Guapas
Las Guapas är en ort i Mexiko.   Den ligger i kommunen Rayón och delstaten San Luis Potosí, i den centrala delen av landet, 280 km norr om huvudstaden Mexico City. Las Guapas ligger 1 054 meter över havet och antalet invånare är 660.
Terrängen runt Las Guapas är lite bergig, och sluttar österut. Runt Las Guapas är det glesbefolkat, med 20 invånare per kvadratkilometer. Närmaste större samhälle är Tamasopo, 6,8 km öster om Las Guapas. I omgivningarna runt Las Guapas växer huvudsakligen savannskog.